# Daniel S. Hamermesh
Daniel S. Hamermesh est un économiste américain né le 20 octobre 1943. Il est professeur d'économie à l'université Royal Holloway à Londres. Il est spécialiste d'économie du travail. Il est notamment connu pour ses travaux sur l'effet de la beauté sur le succès des individus, notamment sur le marché du travail.

## Publications
- Daniel Hamermesh, Beauty Pays : Why Attractive People Are More Successful, Princeton University Press, 2013, 232 p. (ISBN 978-0-691-15817-4, lire en ligne)